# 菅井保
菅井 保（1945ー　）　元東海大学教授　　
- 教育哲学――実存哲学と教育理論
- 教育人間学――M.シェーラーの哲学的人間学とV.E.フランクルの実存分析から

## 略歴
- 1968年 早稲田大学教育学部教育学科卒業
- 1970年 早稲田大学大学院文学研究科教育学専攻修士課程修了
- 1975年 立教大学大学院文学研究科教育学専攻修士課程修了

## 著書
- 『現代の教育を問う―教育原理試論』分担執筆　1981年　小林出版
- 『教育の原理と制度』共著　1992年　協同出版
- 『シェーラーからフランクルへ―哲学的人間学と生命の教育学』2012年　春風社